# Cyrkuł tomaszowski
Cyrkuł tomaszowski (niem. Tomaszower Kreis) – jednostka administracyjna Cesarstwa Austrii w Królestwie Galicji i Lodomerii w latach 1782–1783.

## Historia

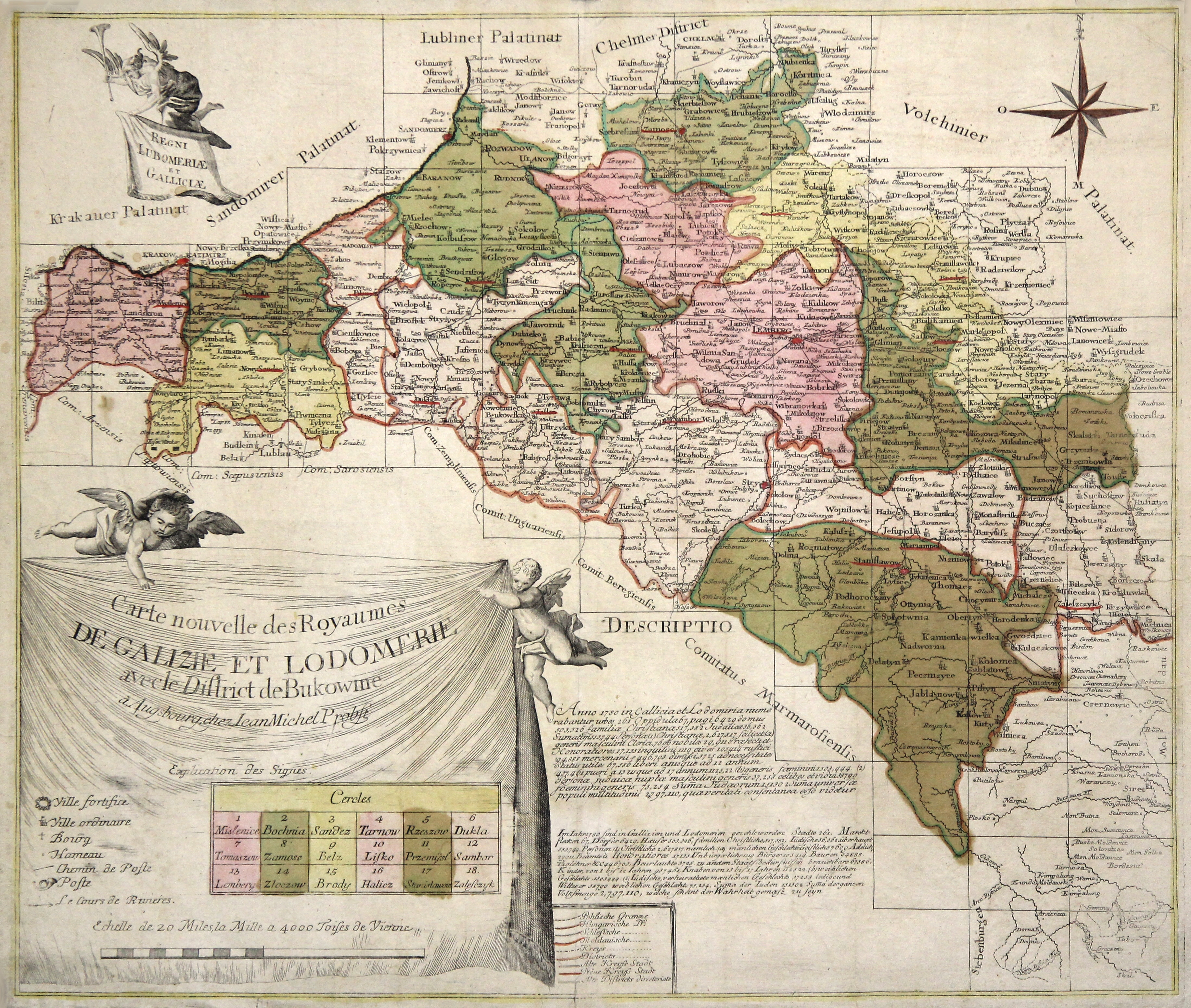
Projekt nowego podziału Galicji na cyrkuły (1780)

Cyrkuł tomaszowski z siedzibą w Tomaszowie utworzono w 1782 roku na ziemiach polskich zagarniętych przez Austrię podczas I rozbioru w ramach reformy administracyjnej w Galicji.
Już 2 września 1780 kancelaria nadworna wydała dekret, w którym poinformowała gubernatora o nowych decyzjach w sprawie organizacji administracyjnej. Cesarzowa Maria Teresa Habsburg już od dłuższego czasu planowała wprowadzenie reform mających na celu dostosowanie ustroju Galicji do zasad obowiązujących w niemieckich krajach dziedzicznych. Właśnie zapadła kluczowa decyzja o przekształceniu dotychczasowych dystryktów w cyrkuły. W związku z tym polecono rozpoczęcie prac nad opracowaniem planu reorganizacji. Jednocześnie określono główne wytyczne, które miały stanowić podstawę przy tworzeniu tego planu. Szczególny nacisk położono na to, aby siedziby władz cyrkułów znajdowały się możliwie jak najbliżej ich centrum. Choć zalecano, aby obszary poszczególnych cyrkułów były w miarę równe pod względem powierzchni, nie należało traktować tej zasady zbyt rygorystycznie – w przypadku istnienia ważnych powodów możliwe były odstępstwa od równomiernego podziału. Zwrócono również uwagę, że nie powinno się bez wyraźnej potrzeby zmieniać lokalizacji siedzib władz, ponieważ wiązałoby się to z licznymi trudnościami – między innymi z koniecznością przeniesienia archiwów, które przez osiem lat znacznie się rozrosły. Na zakończenie podkreślono wagę odpowiedniego doboru kadry kierowniczej do obsadzenia nowych stanowisk.
Zgodnie z przyjętymi wytycznymi opracowano memoriał z 1 grudnia 1780, w którym przedstawiono projekt nowego podziału administracyjnego Galicji na 18 mniejszych cyrkułów na bazie dotychczasowych osiemnastu dystryktów. Jednym z nich był cyrkuł tomaszowki, który powstał w oparciu o dotychczasowy dystrykt Tomaszów (1777–1782), należący do zniesionego cyrkułu bełskiego (1773–1782).
Jednak już kolejny rok przyniósł znaczne zmiany. W patencie z 25 listopada 1783 zaznaczono, że praktyka urzędowania i walory geograficzne skłoniły rząd do zmian niektórych siedzib urzędów cyrkularnych, a co za tym idzie – granic cyrkułów. Cyrkuł tomaszowski okazał się pod tym względem zbyt mały – szczególnie po zwróceniu Polsce w 1777 roku znacznych terenów w rejonie Biłgoraja i Janowa – i został przez to zniesiony:
- część północną (z Jarczowem, Józefowem, Krzeszowem, Łaszczówką, Tarnogrodem i Tomaszowem) włączono do cyrkułu zamojskiego,
- część południową (z Cieszanowem, Lipskiem, Lubaczowem Lubyczą, Mostami, Narolem, Niemirowem, Oleszycami, Płazowem, Potokami, Potyliczem i Rawą) włączono do nowo utworzonego cyrkułu żółkiewskiego,
- najdalej na południe wysunięty fragment (z Wielkimi Oczami) włączono do cyrkułu przemyskiego.

Podział ten okazał się szczególnie istotny dla miast włączonych do cyrkułu zamojskiego, ponieważ cały ten cyrkuł został w 1809 roku przyłączony do Księstwa Warszawskiego, a następnie w 1815 roku — na mocy postanowień kongresu wiedeńskiego — do Królestwa Kongresowego, trafiając tym samym pod zabór rosyjski.
Aby utrzymać liczbę cyrkułów na poziomie 18, w miejsce zniesionego cyrkułu tomaszowskiego utworzono na drugim końcu Galicji cyrkuł tarnopolski.